# Ludwig Schleifer
Ludwig Schleifer (* 31. Dezember 1931 in Otterbach, Landkreis Kaiserslautern; † 23. Dezember 2000 in Zweibrücken) war ein deutscher Politiker (SPD).

## Leben
Nach dem Besuch der Volksschule, der Oberrealschule und des Pädagogiums in Kaiserslautern schlug Schleifer eine Berufslaufbahn als Lehrer ein. Er ging von 1953 bis 1955 an die Pädagogische Akademie in Kusel und Kaiserslautern, legte 1958 die Zweite Lehrerprüfung ab und erhielt von 1959 bis 1960 eine Ausbildung als Sonderschullehrer an der Universität Mainz. Ab 1960 war er als Sonderschullehrer, ab 1963 als Hauptlehrer und Leiter einer Sonderschule tätig. Von 1970 bis 1975 leitete er als Rektor eine Sonderschule in Zweibrücken.
Schleifer war seit 1955 Mitglied der GEW und bis 1975 stellvertretender Vorsitzender des GEW-Kreisverbandes Zweibrücken. Des Weiteren betätigte er sich ehrenamtlich in der Zweibrücker Arbeiterwohlfahrt.
Schleifer war Vorstandsmitglied der SPD-Ortsvereins Zweibrücken und Mitglied des Bezirksparteiausschusses der pfälzischen SPD. Er war ab 1972 Mitglied des Stadtrates von Zweibrücken und dort ab 1974 Vorsitzender der SPD-Fraktion. Bei den Landtagswahlen 1975 und 1979 wurde er jeweils über einen Listenplatz der SPD in den Landtag von Rheinland-Pfalz gewählt, dem er bis 1983 angehörte. Im Landtag war er von 1975 bis 1979 Mitglied des Ausschusses für Landwirtschaft, Weinbau und Umwelt und von 1979 bis 1983 Mitglied des Innenausschusses.

## Auszeichnungen
- 1983: Verdienstkreuz am Bande der Bundesrepublik Deutschland